# Żegluga Świnoujska
Żegluga Świnoujska – operator promów miejskich w Świnoujściu, pływających na zlecenie Urzędu Miasta Świnoujście.

## Historia
Przedsiębiorstwo powstało 1 czerwca 1991 roku po oddzieleniu się od Żeglugi Szczecińskiej. Posiada 4 promy osobowe typu Bielik pływające na przeprawie Świnoujście Warszów oraz 4 promy osobowo-towarowe typu Karsibór pływające na przeprawie Świnoujście Centrum. Siedziba spółki znajduje się w Świnoujściu przy ul. Wybrzeże Władysława IV 12, naprzeciw przystani przeprawy promowej Warszów na wyspie Uznam.

## Galeria

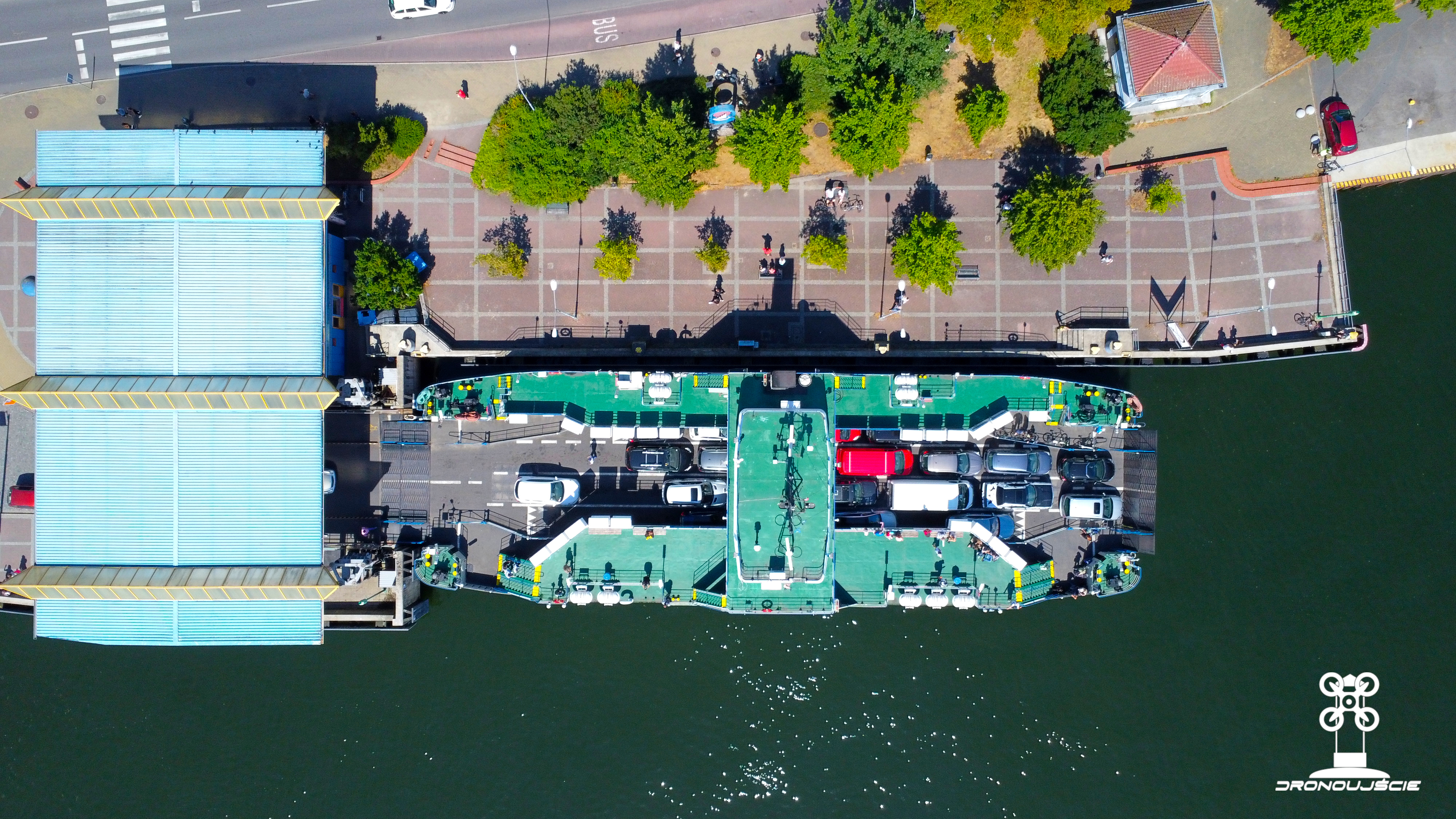
Prom Bielik zacumowany w stanowisku nr 1 po stronie zachodniej.
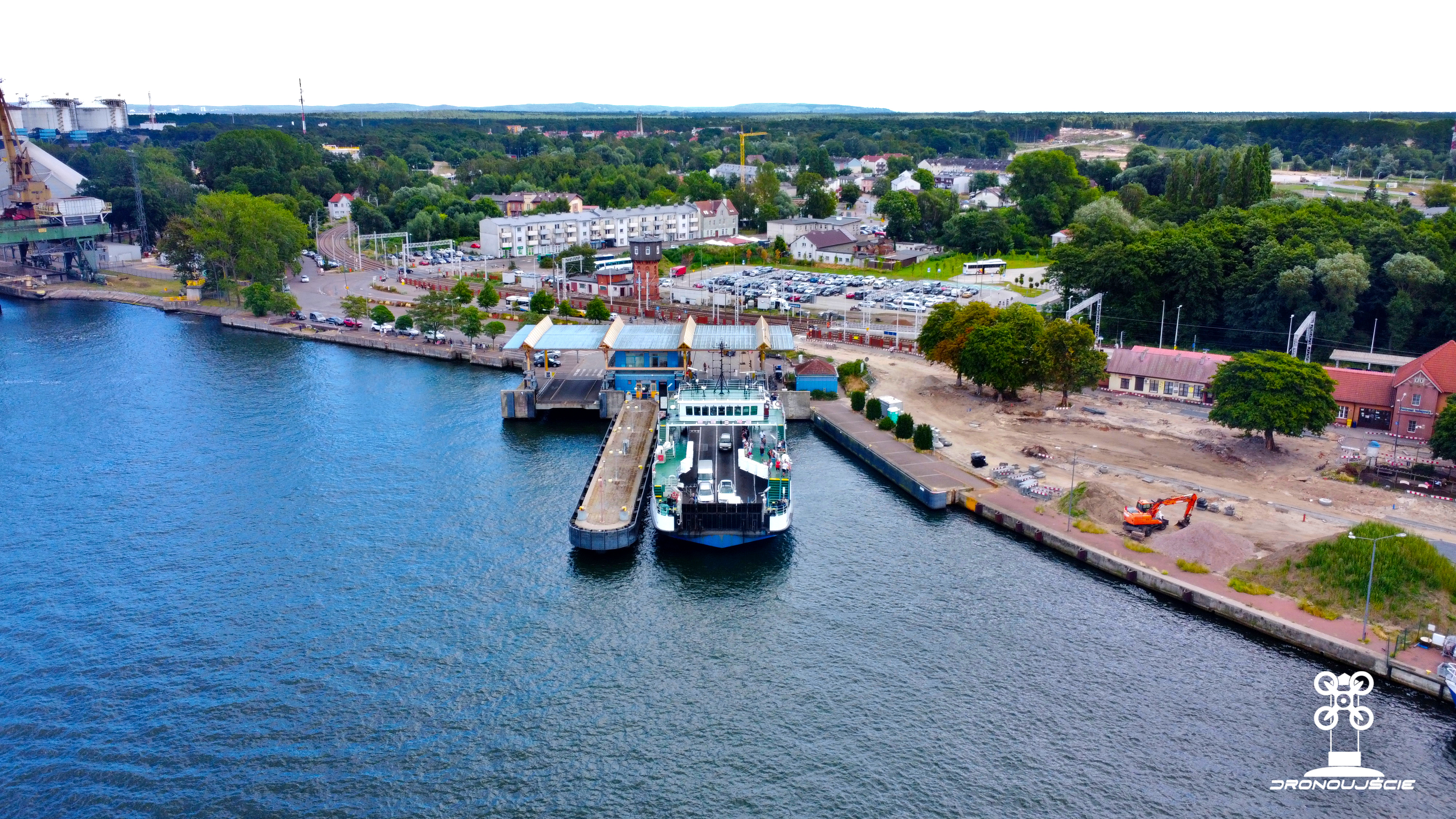
Prom Bielik zacumowany w przystani nr 3 strona wschodnia.